# Мансур Яваш
 Мансур Яваш (на турски: Mansur Yavaş) е турски политик от Републиканската народна партия. От 2019 г. е кмет на Анкара.

## Биография
Мансур Яваш е роден на 23 май 1955 г. в град Бейпазаръ, вилает Анкара.
На проведените през 2019 г. местни избори в Турция е кандидат за кмет на Анкара от Републиканската народна партия, като сваля управляващата партия от поста след 25 години.